# Festival Eurovisão da Canção Júnior 2013

O Festival Eurovisão da Canção Júnior 2013 foi a 11º edição do  Festival Eurovisão da Canção  Júnior. Foi realizado em Kiev, na Ucrânia, em 30 de novembro de 2013. O local escolhido para o concurso foi anunciado em 10 de abril de 2013, como o Palácio "Ucrânia". A emissora Ucraniana NTU foi a emissora anfitriã do evento. Esta é a segunda vez que a competição foi realizada em Kiev, o primeiro sendo a edição de 2009. Também foi a segunda vez na história do Festival Eurovisão da Canção Júnior que o evento foi realizado no país vencedor do ano anterior, bem como a primeira vez que o evento foi realizado na mesma cidade duas vezes. 

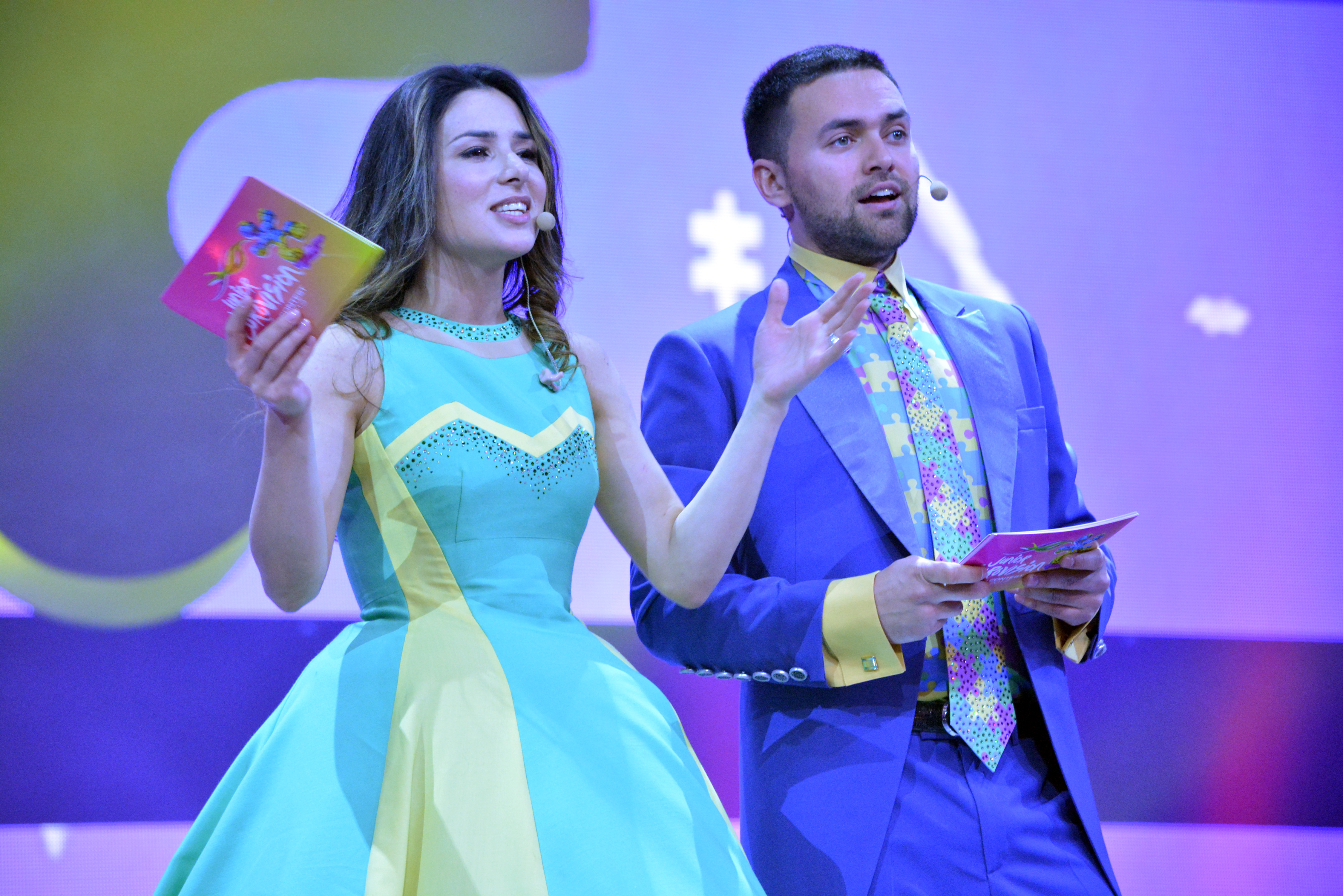
Os apresentadores: Zlata Ognevich e Timur Miroshnychenko.

## Formato
O supervisor executivo do grupo de direcção Eurovision Junior, Vladislav Yakovlev, anunciou em 17 de julho de 2013, que haveria algumas mudanças que estão sendo introduzidas para a competição a partir daquele ano. O concurso já não focaria apenas em premiar o vencedor, mas também vai premiar os prêmios para os três melhores trabalhos de reconhecimento dos talentos dos jovens artistas.

## Participações
A confirmação de participações por parte de vários países começou em dezembro de 2012, logo após a confirmação de Kiev como sede do evento.
| País                | Título original da Canção     | Artista                  | Processo                      | Data da Selecção                  |
| País                | Tradução em Português         | Idiomas de Interpretação | Processo                      | Data da Selecção                  |
| ------------------- | ----------------------------- | ------------------------ | ----------------------------- | --------------------------------- |
| Arménia             | "Choco-Fabric"                | Monica Avanesyan         | Final nacional 2013           | 27 de setembro de 2013            |
| Arménia             | Fábrica de chocolate          | Arménio e Inglês         | Final nacional 2013           | 27 de setembro de 2013            |
| Azerbaijão          | "Me and my guitar"            | Rustam Karimov           | Selecção interna 2013         | 1 de novembro de de 2013 (canção) |
| Azerbaijão          | Eu e a minha guitarra         | Azeri e Inglês           | Selecção interna 2013         | 1 de novembro de de 2013 (canção) |
| Bielorrússia        | "Poy so mnoy" (Пой со мной)   | Ilya Volkov              | Final nacional 2013           | 4 de outubro de 2013              |
| Bielorrússia        | Canta Comigo                  | Russo                    | Final nacional 2013           | 4 de outubro de 2013              |
| Geórgia             | "Give Me Your Smile"          | The Smile Shop           | Final Nacional 2013           | 8 de outubro de 2013 (canção)     |
| Geórgia             | Dê-me o seu sorriso           | Georgiano                | Final Nacional 2013           | 8 de outubro de 2013 (canção)     |
| Macedónia do Norte  | "Ohrid i muzika"              | Barbara Popović          | Eleição interna 2013          | 17 de outubro de 2013 (cantora)   |
| Macedónia do Norte  | Ohrid e música                | Macedónio                | Eleição interna 2013          | 17 de outubro de 2013 (cantora)   |
| Malta               | "The Start"                   | Gaia Cauchi              | Eleição interna 2013          | 18 de outubro de 2013             |
| Malta               | O Início                      | Inglês                   | Eleição interna 2013          | 18 de outubro de 2013             |
| Moldávia            | "Cum să fim"                  | Rafael Bobeica           | Eleição interna 2013          | 20 de outubro de 2013             |
| Moldávia            | Como ser                      | Romeno                   | Eleição interna 2013          | 20 de outubro de 2013             |
| Países Baixos       | "Double Me"                   | Mylène e Rosanne         | AVRO Junior Songfestival 2013 | 28 de setembro de 2013            |
| Países Baixos       | Dobra-me                      | Holandês e Inglês        | AVRO Junior Songfestival 2013 | 28 de setembro de 2013            |
| Rússia              | "Mechtay" (Мечтай)            | Dayana Kirillova         | Evrovidenie 2013              | 2 de junho de 2013                |
| Rússia              | Sonho                         | Russo                    | Evrovidenie 2013              | 2 de junho de 2013                |
| San Marino          | "O-o-O Sole intorno a me"     | Michele Perniola         | Escolha Interna               | 28 de outubro de 2013             |
| San Marino          | O-o-O Sol à minha volta       | Italiano                 | Escolha Interna               | 28 de outubro de 2013             |
| Suécia              | "Det är dit vi ska"           | Elias Elffors Elfström   | Lilla Melodifestivalen 2013   | 6 de junho de 2013                |
| Suécia              | Isso é para onde estamos indo | Sueco                    | Lilla Melodifestivalen 2013   | 6 de junho de 2013                |
| Ucrânia (Anfitrião) | "We are one"                  | Sofia Tarasova           | Final Nacional 2013           | 2 de agosto de 2013               |
| Ucrânia (Anfitrião) | Somos Um                      | Ucraniano e Inglês       | Final Nacional 2013           | 2 de agosto de 2013               |

## Festival
| #  | País               | Língua             | Artista                | Canção                            | Tradução para Português       | Pontuação | Lugar |
| -- | ------------------ | ------------------ | ---------------------- | --------------------------------- | ----------------------------- | --------- | ----- |
| 1  | Suécia             | Sueco              | Elias Elffors Elfström | "Det är dit vi ska"               | Isso é para onde estamos indo | 9º        | 46    |
| 2  | Azerbaijão         | Azeri e Inglês     | Rustam Karimov         | "Me and my guitar"                | Eu e a minha guitarra         | 7º        | 66    |
| 3  | Arménia            | Arménio e Inglês   | Monica Avanesyan       | "Choco-Fabric"                    | Fábrica de chocolate          | 6º        | 69    |
| 4  | San Marino         | Italiano           | Michele Perniola       | "O-o-O Sole intorno a me"         | O-o-O Sol à minha volta       | 10º       | 42    |
| 5  | Macedónia do Norte | Macedónio          | Barbara Popović        | "Ohrid i muzika" (Охрид и музика) | Ohrid e musica                | 12º       | 19    |
| 6  | Ucrânia            | Ucraniano e Inglês | Sofia Tarasova         | "We are one"                      | Somos Um                      | 2º        | 121   |
| 7  | Bielorrússia       | Russo              | Ilya Volkov            | "Poy so mnoy" (Пой со мной)       | Canta Comigo                  | 3º        | 108   |
| 8  | Moldávia           | Romeno             | Rafael Bobeica         | "Cum să fim"                      | Como ser                      | 11º       | 41    |
| 9  | Geórgia            | Georgiano          | The Smile Shop         | "Give Me Your Smile"              | Dê-me o seu sorriso           | 5º        | 91    |
| 10 | Países Baixos      | Holandês e Inglês  | Mylène e Rosanne       | "Double Me"                       | Dobra-me                      | 8º        | 59    |
| 11 | Malta              | Inglês             | Gaia Cauchi            | "The Start"                       | O Início                      | 1º        | 130   |
| 12 | Rússia             | Russo              | Dayana Kirillova       | "Mechtay" (Мечтай)                | Sonho                         | 4º        | 106   |

## Outros países
- Albânia - Em 27 de setembro de 2013, a chefe da delegação albanesa, Kleart Duraj, informou o ESCkaz.com que a Rádio Televizioni Shqiptar (RTSH) havia se retirado depois de fazer a estreia no Festival Eurovisão da Canção Júnior 2012, devido a dificuldades financeiras e de organização. [26]
- Bélgica - A emissora Vlaamse Radio - en Televisieomroeporganisatie (VRT), o proprietário flamengo de canal KETNET infantil, anunciou que não iria participar no concurso de 2013, para focar na criação de um novo programa de talentos para jovens artistas na Bélgica.[27]
- Bulgária - A emissora búlgara (BNT) anunciou que não voltaria para o concurso em 2013.[26]
- Espanha - Yago Fandiño, diretor de programas infantis da TVE, declarou em 07 de setembro de 2013, que a TVE e a EBU estavam negociando seu retorno. Fardiño explicou que  a EBU está redesenhando o formato do Festival Eurovisão da Canção Júnior, e a TVE iria verificar se as iniciativas de fazer em um formato mais adequado para o público mais jovem. Se assim for, o país provavelmente voltar para a competição.[28]
- Israel - Em 21 de outubro de 2013, foi anunciada pelo Esc + Plus que Israel não iria fazer parte no concurso.[29]
- Letónia - O anúncio foi feito pela emissora letã Latvijas Televizija (LTV), de que não voltaria para o concurso de 2013.[26]
- Portugal -  A emissora portuguesa, Rádio e Televisão de Portugal (RTP), anunciou que não voltará para concurso em 2013, devido à realização da Gala de Pequenos Cantores da Figueira da Foz.[30]